# Sunburn
«Sunburn» es un sencillo de la banda inglesa de rock alternativo Muse. Fue el cuarto sencillo del álbum debut de la banda Showbiz. Fue publicado el 21 de febrero de 2000 en formato CD doble y en vinilos de 7" y 12". La portada para los dos CD se diferenciaban en el color: CD1 es rojo y CD2 amarillo. 
La canción inspiró varios remixes publicados más tarde ese año: Timo Maas Sunstroke Remix, Breakz Again Remix y Steven McCreery Remix. Fue la primera canción de Muse en trepar a los 40 principales, lo que les permitió llegar a una audiencia más amplia. 
También aparece una versión en directo de la canción en el álbum recopilatorio Hullabaloo Soundtrack (2002) al igual que en Absolution Tour. Los lados B de este sencillo también aparecen recopiladas en Hullabaloo Soundtrack.

## Composición y grabación
Una de las últimas canciones del álbum en ser compuestas. Howard comentó para Q Magazine que la canción fue escrita en una época de cambio para la banda. «Habíamos pasado de pintar y decorar a volar a Los Ángeles en primera clase». Bellamy añadió que, aunque era una de sus canciones favoritas, en un inicio creía que la canción era algo floja. No fue hasta que John Leckie, productor, decidió pasar la parte de la guitarra al piano que todo empezó a funcionar. 
En cuanto a la temática, Bellamy explicó que «las polillas utilizan la luna con fines de navegación cuando quieren aparearse. Ellas no lo saben, simplemente está programado en su cerebro para volar en un cierto ángulo hacia la Luna todo el tiempo, sin parar. Y luego, a veces, chocan contra una bombilla. ¿Puedes imaginar cómo se siente eso? Bzzt, Bzzzzt...». Cuando se le preguntó cuál es su bombilla, respondió «las mujeres». 
«Sunburn» es una de las canciones más interpretadas en vivo del álbum.

## Lista de canciones
Todas las canciones escritas y compuestas por Matthew Bellamy. 
| CD1 |                        |          |  |
| N.º | Título                 | Duración |  |
| 1.  | «Sunburn»              | 3:54     |  |
| 2.  | «Ashamed»              | 3:47     |  |
| 3.  | «Sunburn» (en directo) | 3:49     |  |

| CD2 |                    |          |  |
| N.º | Título             | Duración |  |
| 1.  | «Sunburn»          | 3:54     |  |
| 2.  | «Yes Please»       | 3:06     |  |
| 3.  | «Uno» (en directo) | 3:49     |  |

| Vinilo de 7" |                                   |          |  |
| N.º          | Título                            | Duración |  |
| 1.           | «Sunburn»                         | 3:54     |  |
| 2.           | «Sunburn» (en directo y acústica) | 4:15     |  |

| Sunburn Remix (Vinilo de 12") |                                          |          |  |
| N.º                           | Título                                   | Duración |  |
| 1.                            | «Sunburn» (Timo Maas Sunstroke Remix)    | 6:44     |  |
| 2.                            | «Sunburn» (Timo Maas Breakz Again Remix) | 5:27     |  |
| 3.                            | «Sunburn» (Steven McCreery Remix)        | 7:49     |  |